# Zbigniew Orzeł
Zbigniew Orzeł (ur. 14 stycznia 1941 w Radomiu, zm. 26 czerwca 2019 tamże) – polski adwokat i wykładowca akademicki.

## Życiorys
Był synem Zygmunta i Stanisławy z domu Panek. Jego ojciec był pracownikiem Fabryki Broni oraz PKP. Zbigniew ukończył Liceum Ogólnokształcące im. Jana Kochanowskiego w Radomiu. Był absolwentem Wydziału Prawa Uniwersytetu Warszawskiego. Ukończył aplikację radcowską i sędziowską, zaś w 1979 zdał egzamin adwokacki. W latach 1965–1966 pracował w Prezydium Miejskiej Rady Narodowej w Radomiu, w latach 1966–1973 w Szydłowieckich Zakładach Kamienia Budowlanego, a następnie w latach 1973–1980 jako radca prawny w Zjednoczeniu Przemysłu Wyrobów Odlewniczych w Radomiu i w Radomskiej Wytwórni Telefonów. Później w latach 1980–2019 prowadził indywidualną kancelarię adwokacką w Grójcu i Radomiu. W latach 80. XX wieku jako adwokat był między innymi obrońcą w procesach politycznych, zaś w 1989 został członkiem Komitetu Obywatelskiego Ziemi Radomskiej i Chrześcijańskiego Ruchu Obywatelskiego. Piastował także funkcję przewodniczącego Miejskiej Komisji Wyborczej w pierwszych wyborach samorządowych po transformacji systemowej. Był także przez trzy kadencje członkiem Kolegium Odwoławczego przy Sejmiku Samorządowym i Komisji Bezpieczeństwa, Ładu i Porządku Publicznego rady Miejskiej. Przez trzy kadencje piastował również funkcję sekretarza i skarbnika Okręgowej Rady Adwokackiej w Radomiu. Był delegatem na Krajowe Zjazdy Adwokatury. Jako wykładowca akademicki związany był z Wyższą Szkołą Inżynierską w Radomiu.
Za zasługi został wyróżniony medalem „Adwokatura Zasłużonym” oraz „Zasłużony dla Miasta Radomia”. W 2021 został pośmiertnie uhonorowany Wielką Odznaką „Adwokatura Zasłużonym”. 
Zmarł 26 czerwca 2019 i został pochowany na cmentarzu przy ul. Limanowskiego w Radomiu.